# サムエル・サンチェス
サムエル・サンチェス・ゴンサレス（Samuel Sánchez González。1978年2月5日- ）はスペイン・オビエド出身の自転車競技（ロードレース）選手。

## 経歴
2000年にプロ選手となり、以来2013年までエウスカルテル・エウスカディに所属。チーム消滅後、2014年はBMC・レーシングチームに所属している。

### 2003年
- パリ〜ニース 総合3位
- バスク一周総合3位。

### 2004年
- リエージュ〜バストーニュ〜リエージュ 4位
- エスカラーダ・ア・モンジュイック 総合優勝

### 2005年
- ブエルタ・ア・アストゥリアス 総合2位
- ブエルタ・ア・エスパーニャでは第13ステージを制し、総合10位。
- エスカラーダ・ア・モンジュイック 総合優勝

### 2006年
- パリ〜ニース ポイント賞・総合4位
- フレッシュ・ワロンヌ2位
- バスク一周では区間2勝を挙げ総合7位。
- ブエルタ・ア・アストゥリアス 区間1勝(第3)
- ブエルタ・ア・エスパーニャでは第13ステージ制覇を果たし、総合6位。
- 世界自転車選手権・個人ロードでは同郷のエースであるアレハンドロ・バルベルデを終盤引っ張り、3位に入ったバルベルデに続き、自身も4位に食い込む。
- チューリッヒ選手権 優勝
- さらにUCIプロツアー最終戦のジロ・ディ・ロンバルディアでも2位。
- 同年のプロツアーでは、バルベルデに続き総合2位となった。

### 2007年
- バスク一周で総合3位・区間1勝(第6)
- カタルーニャ一周 区間1勝(第7)
- ブエルタ・ア・エスパーニャではゴール20km手前の一級の峠からグラナダへ下る第15ステージや、第20ステージの個人タイムトライアルなどをはじめ区間3勝をあげ、総合で3位に食い込み表彰台に上った。
- 世界選手権・個人ロード7位
- ジロ・ディ・ロンバルディア3位
- UCIプロツアーでは総合9位に入った。

### 2008年
- ブエルタ・ア・アストゥリアス 区間1勝(第2b）
- ツール・ド・フランスでは、ラルプ・デュエズがゴールの第17ステージにおいてカルロス・サストレに次いで2位に入った他、総合でも7位に入った。
- クラシカ・サン・セバスティアン 7位
- 北京オリンピック・ロードレースではゴール前のスプリントでダヴィデ・レベッリンらを抑えて1位となり、見事金メダルを獲得している。

### 2009年
- グラン・プレミオ・デ・リョディオ 優勝
- バスク一周総合2位・ポイント賞
- フレッシュ・ワロンヌ 4位
- カタルーニャ一周 総合9位
- ブエルタ・ア・エスパーニャではアレハンドロ・バルベルデに次いで総合2位に入った。
- 9月27日に行われた世界選手権・個人ロードレースでは4位。
- ジロ・ディ・ロンバルディアでは、フィリップ・ジルベールと同タイムの2位。

### 2010年
- ヴォルタ・アン・アルガルヴェ 総合4位
- パリ〜ニース 総合4位。
- クリテリウム・アンテルナシオナル 総合4位
- バスク一周 区間1勝（第4）・総合7位・ポイント賞
- クラシカ・プリマベーラ 優勝
- ツール・ド・フランス 総合3位。
- ブエルタ・ア・ブルゴス 区間1勝(第5)・総合優勝。
- グランプリ・シクリスト・ド・モンレアル 6位
- ジロ・ディ・ロンバルディア 6位

### 2011年
- パリ〜ニース 総合5位

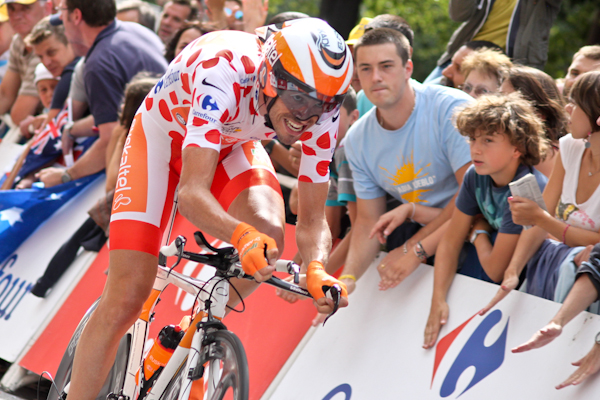

- グラン・プレミオ＝ミゲル・インドゥライン 優勝
- バスク一周 総合6位 & 区間1勝(第4)
- フレッシュ・ワロンヌ 3位
- リエージュ〜バストーニュ〜リエージュ 10位
- ツール・ド・フランス
  - 山岳賞（マイヨ・ブラン・ア・ポワ・ルージュ）
  - 総合6位
  - 区間1勝(第12)
- ブエルタ・ア・ブルゴス 区間1勝(第1)
- クラシカ・サンセバスティアン 8位
- UCIワールドツアー 個人総合7位

### 2012年
- カタルーニャ一周 総合2位、区間1勝（第6）
- バスク一周
  - 最終ステージの個人タイムトライアル（第6ステージ）で勝利し、前ステージまで総合首位だったホアキン・ロドリゲスを逆転して総合優勝を決めた。
  - ポイント賞
  - 区間2勝（第3、第6）
- アムステルゴールドレース 7位
- リエージュ〜バストーニュ〜リエージュ 7位
- ジロ・ディ・ロンバルディア 2位
- UCIワールドツアー 総合9位

### 2013年
- ジロ・デ・イタリア 総合12位
- クリテリウム・デュ・ドフィネ
  - 区間1勝(第7)
  - 総合9位

### 2017年
- レース外ドーピング検査で採取された検体から、GHRPs使用の違反が疑われる分析結果が出る[1]。
- 10月5日、引退

## 特徴
集団の中から抜け出しを図ろうとする攻撃的な選手（アタッカー）として知られ、とりわけ、ダウンヒル（山下り）を得意としていた。
北京オリンピック優勝以降、チームジャージなどには金メダリストを示す金色の装飾を追加している。